# 1974 en mathématiques
| Années des mathématiques : 1971 - 1972 - 1973 - 1974 - 1975 - 1976 - 1977    |
| Décennies des mathématiques : 1940 - 1950 - 1960 - 1970 - 1980 - 1990 - 2000 |

Cet article présente les faits marquants de l'année 1974 en mathématiques.

## Naissances
- 20 janvier : Vincent Lafforgue, mathématicien français.
- 12 avril : Elena Bonetti, mathématicienne et femme politique italienne.
- 23 avril : Eugenia Malinnikova, mathématicienne russe.
- 31 juillet : Michal Kunc, mathématicien tchèque.
- 8 août : Manjul Bhargava, mathématicien canado-indo-américain, lauréat de la médaille Fields en 2014.
- 11 octobre : Jean-Yves Welschinger, mathématicien français.

- 15 novembre  : 
  - Laura DeMarco, mathématicienne américaine.
  - Christian Sevenheck, mathématicien allemand.

- 15 décembre : Chiu-Chu Melissa Liu, mathématicienne taïwanaise.
- 24 décembre : Emmanuel Trélat, mathématicien français.

### Date non précisée
- Nader Masmoudi, mathématicien tunisien.

## Décès
- 21 janvier : Arnaud Denjoy (né en 1884), mathématicien français.
- 11 février : Vladimir Smirnov (né en 1887), mathématicien russe.
- 26 février : René de Possel (né en 1905), mathématicien français, un des fondateurs du groupe Bourbaki en 1934.
- 8 mars : Olive Hazlett (née en 1890), mathématicienne américaine.
- 11 avril : Abraham Robinson (né en 1918), mathématicien, logicien et un ingénieur américain d'origine allemande.
- 19 avril : Alexander Dinghas (né en 1908), mathématicien allemand d'origine grecque.
- 4 mai : Otto Nikodym (né en 1887), mathématicien polonais.
- 18 juin : Julio Cesar de Mello e Souza alias Malba Tahan (né en 1895), mathématicien et écrivain brésilien.
- 25 juin : Cornelius Lanczos (né en 1893), mathématicien et physicien hongrois.
- 17 août : Cecilia Krieger (née en 1894), mathématicienne polonaise.
- 21 août : Heinrich Grell (né en 1903), mathématicien allemand.
- 22 août : Jacob Bronowski (né en 1908), mathématicien britannique d'origine polonaise.
- 29 septembre : Carl B. Allendoerfer (né en 1911), mathématicien américain.
- 4 octobre : Robert Lee Moore (né en 1882), mathématicien américain.
- 27 octobre : Chakravarthi Padmanabhan Ramanujam (né en 1938), mathématicien indien.
- octobre : Otto Grün (né en 1888), mathématicien allemand.